# كريس سيمبكين
كريس سيمبكين (بالإنجليزية: Chris Simpkin)‏ هو لاعب كرة قدم بريطاني في مركز الوسط، ولد في 24 أبريل 1944 في كينغستون أبون هال في المملكة المتحدة. لعب مع سكونثورب يونايتد ونادي بلاكبول ونادي سكاربورو ونادي هارتلبول يونايتد وهال سيتي وهدرسفيلد تاون.